# Zenon Erdmann
Zenon Erdmann (ur. 17 listopada 1918 w Szubinie, zm. 8 marca 2002 tamże) – polski urzędnik samorządowy, działacz harcerski i społeczny, członek Szarych Szeregów.

## Życiorys
Zenon Erdmann pochodził z rodziny o patriotycznych tradycjach. Ukończył najpierw szkołę powszechną w Szubinie (obecna Szkoła Podstawowa nr 1 im. Władysława Jagiełły), a następnie Państwowe Gimnazjum Humanistyczne w Bydgoszczy, gdzie w 1937 roku zdał maturę. Powróciwszy do Szubina, podjął pracę najpierw w Urzędzie Skarbowym, a następnie w tamtejszym Wydziale Powiatowym. Jeszcze podczas nauki w szkole powszechnej, w wieku 10 lat wstąpił do Związku Harcerstwa Polskiego. Był członkiem: 2. Drużyny Harcerskiej im. Bolesława Chrobrego, następnie powstałej w czasie powstania wielkopolskiego 1. Drużyny Harcerskiej im. Tadeusza Kościuszki, a w 1939 roku pełnił funkcję zastępcy komendanta harcerskiego pogotowia wojennego w Szubinie.

Po wybuchu II wojny światowej na krótko opuścił rodzinne miasto. Po powrocie podjął pracę jako robotnik i blacharz, jednocześnie kierując konspiracyjna grupą Szarych Szeregów „Kościuszkowcy” oraz „Klub filatelistów”. Członkowie grupy nawiązywali kontakt z więzionymi przez władze hitlerowskie Polakami oraz więźniami szubińskiego obozu jenieckiego dla alianckich jeńców wojennych. Podczas wojny Zenon Erdmann zajmował się również ukrywaniem cennych pamiątek i dokumentów historycznych.

Po zakończeniu działań wojennych powrócił do pracy w administracji samorządowej. Do przejścia na emeryturę w 1979 roku pracował w urzędach: powiatowym i miejskim, pełniąc m.in. funkcję wydziałem planowania powiatowego. W 1949 roku, studiując w trybie zaocznym, uzyskał dyplom Wyższej Szkoły Administracji Publicznej w Łodzi.

Oprócz pracy zawodowej, intensywnie działał społecznie. Był harcmistrzem, komendantem hufca ZHP w Szubinie oraz instruktorem seniorem, a także inicjatorem powstania w latach 1963–1964 Domu Harcerza w Szubinie. Zorganizował i opiekował się Izbą Pamięci Narodowej przy Domu Harcerza, a po przekształceniu Izby w Muzeum Ziemi Szubińskiej, pełnił funkcję kustosza zbiorów. Należał m.in. do Społecznego Funduszu Odbudowy Stolicy, komitetu ochrony miejsc pamięci narodowej, Towarzystwa Pamięci Powstania Wielkopolskiego oraz do Kujawsko-Pałuckiego Towarzystwa Kulturalnego. Opublikował kilkanaście prac, dotyczących historii Szubina i harcerstwa. Był również zapalonym filatelistą.

W 1947 roku Zenon Erdmann zawarł związek małżeński z Haliną z domu Kozłowską, z którą doczekał się trzech córek. Po śmierci został pochowany na szubińskim cmentarzu parafialnym.

## Nagrody i odznaczenia
Za swą działalność był wielokrotnie odznaczany: Krzyżem Oficerskim Orderu Odrodzenia Polski, Krzyżem Armii Krajowej, Medalem Zwycięstwa i Wolności 1945, Medalem „Za zasługi dla obronności kraju”. Medalami Komisji Edukacji Narodowej, Złotym Krzyżem „Za Zasługi dla ZHP” oraz Medalem za Długoletnie Pożycie Małżeńskie. Otrzymał również złote odznaki:  Odbudowy Warszawy, Polskiego Związku Filatelistów i Opiekuna Miejsc Pamięci Narodowej. a także medale za zasługi dla Szubina, Kcyni i województwa bydgoskiego.
W 1999 r. wyróżniony statuetką „Dobosz Powstania Wielkopolskiego”, przyznawaną przez Zarząd Główny Towarzystwa Pamięci Powstania Wielkopolskiego 1918/1919. Od 10 listopada 2003 r. Muzeum Ziemi Szubińskiej nosi jego imię.